# Платоновка (Татарстан)
Платоновка — опустевшая деревня в Арском районе Татарстана. Входит в состав Старочурилинского сельского поселения.

## География
Находится в северо-западной части Татарстана на расстоянии приблизительно 11 км на юг по прямой от районного центра города Арск у речки Нурминка.

## История
Основана в 1820-х годах переселенцами из села Венета, принадлежала до 1861 года помещику П. П. Есипову.

## Население
Постоянных жителей было: в 1859—177, в 1897—299, в 1908—335, в 1920—326, в 1926—363, в 1938—318, в 1949—220, в 1958—188, в 1970—118, в 1979 — 64, в 1989 — 27, 7 в 2002 году (русские 100 %), 0 в 2010.